# 사위까 차이뎃
사위까 차이뎃(태국어: สาวิกา ไชยเดช, 영어: Savika Chaiyadej, 1986년 5월 19일 ~ )은 태국의 배우, 모델, 가수이다. 인도 혈통을 갖고 있다.